# Živko R. Adamović
Živko Rafailo Adamović (* 9. März 1923 in Obrenovac, Königreich Jugoslawien; † 1. Mai 1998 in Belgrad, Bundesrepublik Jugoslawien) war ein jugoslawischer Entomologe und Ökologe.

## Leben
Adamović war der Sohn von Rafailo und Bosiljka Adamović. Er hatte noch vier Schwestern. Sein Vater war Schneider, seine Mutter eine Hausfrau. Nach dem Abschluss der Volksschule in Obrenovac, absolvierte er 1942 eine Lehrerausbildung in Belgrad. Nach einer kurzen Lehrtätigkeit wurde er 1945 Mitarbeiter im Naturkundemuseum Belgrad (Prirodnjački muzej). 1952 schloss er sein Biologiestudium an der Fakultät für Naturwissenschaften und Mathematik der Universität Belgrad ab. In dieser Zeit veröffentlichte er seine ersten wissenschaftlichen Arbeiten, die den Beginn der Libellenforschung im Nachkriegsjugoslawien markieren. In den darauffolgenden Jahren erweiterte Adamovic seine Forschungsinteressen und publizierte über Zikaden, Bockkäfer und Raubfliegen. Über letztere Gruppe verteidigte er 1963 seine Doktorarbeit mit dem Titel Ecology of some asilid species and their relationships with the native bee, Apis mellifica L. Parallel dazu erstellte er akribische Studien über die Heuschreckenfauna von Serbien und Montenegro, die in nationalen und internationalen Fachzeitschriften veröffentlicht wurden. 1972 wechselte er an das Institut für medizinische Forschung an der Universität Belgrad. 1986 ging er in den Ruhestand. 
Während seiner akademischen Zeit arbeitete Adamović über Schmetterlingsmücken und Stechmücken aus der Ordnung der Zweiflügler (Diptera). Seine Studien über die Stechmücken gelten als bedeutender Beitrag zur Kenntnis der Fauna und Ökologie dieser Insekten auf dem Gebiet des ehemaligen Jugoslawiens. Adamovićs erste Arbeiten befassten sich mit den älteren institutionellen Sammlungen, zu denen er Zugang hatte. Sehr bald begann er selbst Material und Daten im Feld zu sammeln, was zu einer Reihe von wichtigen Publikationen führte, darunter 1956 seine Behandlung der Fauna des südlichen Banats in Serbien.
1967 wurde er von Armin Heymer nach Brunoy, Frankreich, eingeladen, um an der Festschrift der Deutschen Entomologischen Zeitschrift für den Libellenforscher Erich Schmidt mitzuwirken. Adamović steuerte eine Arbeit über die Libellenfauna des Dubrovnik-Gebietes in Dalmatien bei. 1996 veröffentlichte er eine Monografie über die Libellen des Durmitor-Massivs in Montenegro, in der er sich vor allem der Ökologie, Höhenverbreitung und Biogeographie widmete. In anderen Arbeiten analysierte er Libellengemeinschaften in besonderen Lebensräumen oder in Regionen von besonderem naturkundlichem Interesse. Weitere herausragende Arbeiten von Adamović umfassen morphometrischen Studien über Cordulegaster heros in Serbien und Mazedonien (1992), über Calopteryx balcanica und Calopteryx splendens ancilla (1996) und über Platycnemis pennipes nitidula (1997). Er beschrieb sieben neue Taxa aus den Ordnungen der Zweigflügler und Heuschrecken. Im Dezember 1996 wurde er Chefredakteur der Zeitschrift Acta entomologica serbica, die aus der Acta entomologica Jugoslavica hervorging und von der Entomologischen Gesellschaft Serbiens herausgegeben wird. Adamović war auch ein talentierter Zeichner und gehörte der renommierten Gruppe „Vier Maler von Obrenovac“ an. 
Adamović war Mitglied in mehreren nationalen und internationalen Organisationen, darunter im Ständigen Organisationskomitee für die Internationalen Symposien über Entomofaunistik in Mitteleuropa und in der International Odonatological Society (S.I.O.). 1980 nahm er am Kyoto Meeting teil, das von der japanischen Sektion der S.I.O. im Rahmen des 16. Internationalen Entomologiekongresses abgehalten wurde und 1994 am ersten Odonatologischen Symposium der Alpen-Adria-Regionalgemeinschaft in Maribor, Slowenien. Die dort gehaltenen Vorträge, Diskussionsbeiträge und die verschiedenen Ansprachen fanden in der internationalen Gemeinschaft große Anerkennung.